# Famille Merlo
Pour les articles homonymes, voir Merlo.
 (juillet 2024).
Si vous disposez d'ouvrages ou d'articles de référence ou si vous connaissez des sites web de qualité traitant du thème abordé ici, merci de compléter l'article en donnant les références utiles à sa vérifiabilité et en les liant à la section « Notes et références ».

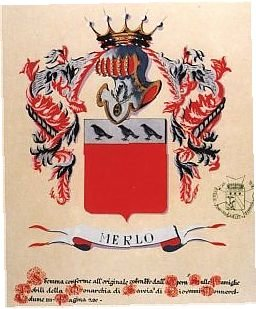
Blason de la famille Merlo

La famille Merlo est une famille noble d'origine italienne, rattachée à la maison d'Ivrée, dont l'origine remonte au XIe siècle.

## Historique

### Les comtes de Castellamonte
Dans le cours du XVe siècle les comtes de Castellamonte, descendants d'Arduino d'Ivrea, marquis d’Ivrée, se divisèrent en lignes différentes et branches, qui pour se différencier assumèrent des « agnomes » comme Cagnis, Cognengo, Aimone, De la Porte, Merlo et ils géraient le grand fief à travers l'institut du consortial féodal.

#### Branches piémontaise et sicilienne
Depuis lors des Merlo restèrent dans le Piémont dans le nord de l'Italie, d'autres migrèrent en Sicile.
Dans le courant du XVIe siècle, Carrillo Merlo, commandant d'une compagnie de fantassins espagnols et guerriers de valeur, établit sa famille définitivement en Sicile. Ses descendants furent des personnalités distinctes et ils endossaient des charges importantes. La Maison Merlo était née.

##### Marquis Merlo di S.Elisabetta
Parmi ces personnalités distinctes, on trouve Giuseppe Merlo, il vécut au XVIIIe siècle et ce fut un haut employé du royaume de la Sicile : député du Suprême Magistrat de la Santé Publique, membre de l'institut de Sciences, Lettres et Arts, sénateur de Palerme.
Il acheta le fief de S.Elisabetta le 20 septembre 1785, avec le titre de marquis. Dans l'acte de constitution de propriété, il établit que le titre passât à son plus proche mâle descendant, et, à la même distance, au supérieur d'âge, et que chaque futur Marquis dut porter son nom de baptême aussi.
Il lui fut offert le palais Merlo à Palerme (Sicile) ex-palais du Prince de Galati, aujourd'hui rue Merlo.
Giuseppe Merlo acheta aussi la villa Merlo de Ficarazzi en Sicile.
Ses descendants
- Carlo : officier de l'armée de mer du royaume des Deux-Siciles en 1820
- Dominique : maréchal de champ de l'armée des Deux-Siciles, cavalier de l'ordre Costantiniano
- Giuseppe : frère du précédent, baron de Tagliavia avec Souverain Rescritto du 7 juin 1820, cavalier de l'ordre Impérial de la Couronne de Fer
- Dominique : marquis, sénateur du royaume de l'Italie. Pour succession de la famille Paratore obtint les titres de prince de Pactes baron de Tripi ; le titre de prince vint reconnu avec du RR. LL. PP. Du 13 août 1921 en personne de Dominique
- Vincenzo : baron de Tripi, 1929
- Giuseppe : baron de Tagliavia 1921 et successivement à ENRICO

## Merlo d'hier et d'aujourd'hui

### Merlo d'hier
Voici retracés dans les grandes lignes, les noms des Merlo du passé, qui remontent, rappelons-le à l'an 1000...
Plus proches de nous des Merlo sont devenus célèbres par leur contribution dans des vastes domaines:
- Aimé Merlo, né le 30 juillet 1880 à Saint-Denis de La Réunion, mort le 7 avril 1958 à La Réunion, est un historien, critique d'art, écrivain et journaliste français. Il a remporté le prix Goncourt en 1909 pour le roman En France, qu'il a coécrit avec son cousin Georges Athénas sous le pseudonyme de Marius-Ary Leblond, ce qui lui vaut d'être souvent appelé Ary Leblond. Il a par ailleurs officié en tant que conservateur du musée de la France outre-mer.

Aldo Merlo a écrit deux articles en italien sur les Merlo célèbres qui ont marqué le passé.

### Merlo d'aujourd'hui
Bien que depuis le mariage de la Sicile à l'Italie et l'avènement de la République, la noblesse italienne est devenue davantage une noblesse de culture, tradition et d'éducation qu'une noblesse argentée. En effet, dès le XVIIIe siècle la « Mafia » s'est développée, s'appropriant terres et biens de la noblesse italienne…
Aujourd'hui la famille Merlo s'est répandue plus loin que l'Italie et la Sicile, même si elles en restent le berceau. On retrouve des Merlo dans le sud de la France, en Belgique, aux États-Unis, en Australie et au nord de la Hollande…
Plusieurs initiatives existent pour garder les liens tissés entre les membres de la famille Merlo : Aldo Merlo a organisé des rencontres bisannuelles à Turin. Les Merlo de Belgique se retrouvent chaque mois de mai et c'est l'occasion d'une grande fête fraternelle !

#### Merlo contemporains
- Robert Merlo, écrivain et Greffier Divisionnaire Honoraire près de la cour d’Appel de la Réunion
- Sofia Merlo, directrice financière à la banque française BNP Paribas Fortis Merlo par alliance ?
- Sophie Merlo, renowned British photographer graphed
- Merlo société Industrie Métallurgique et Mécanique, dont le siège principal est en Italie
- Frédéric Merlo, comédien français
- École du Merlo, enseignement spécialisé à Uccle - Belgique
- Café Merlo, quai aux briques, 80, Bruxelles Ville - Belgique
- Marilyn Merlo, psychologue belgo-italienne, Liège - Belgique
- Marie-Emmanuelle Merlo d'Ancy
- Nathan Merlo de France descendance Giuseppe Amedeo Bruno Eric Merlo